# 田辺久蔵
田辺 久蔵（田邊 久藏、たなべ きゅうぞう、1839年（天保10年9月）- 1909年（明治42年）9月19日）は、幕末の村役人、明治期の政治家、実業家。衆議院議員。号・晴雲。

## 経歴
越後国蒲原郡大野地村（新潟県蒲原郡大野地村、北蒲原郡大野地村、堀越村大野地、水原町を経て現阿賀野市大野地）で、庄屋を務める田辺家に生まれた。大野地村庄屋を務めた。
明治維新後、新潟県地券下掛、第二大区小二区戸長、副大区長、地租改正実地検査顧問などを務めた。
政治活動に熱心で立憲改進党に所属し、1888年（明治21年）新潟県会議員に選出され、同常置委員、同副議長を務めた。1894年（明治27年）9月、第4回衆議院議員総選挙（新潟県第2区、立憲改進党）で当選し、その後、進歩党に所属し衆議院議員に1期在任した。